# Пояс для чулок
По́яс для чуло́к — деталь нижнего женского белья — пояс, к которому крепятся чулки.
Пояс для чулок — результат эволюции шосс (колгот-чулок, характерных для позднего Средневековья, носившихся как мужчинами, так и женщинами). Шоссы изготавливались из неэластичных тканей (лён, сукно) и не могли держаться самостоятельно: было необходимо использовать подвязки или привязывать шоссы к поясу. С развитием моды подвязка стала самостоятельным предметом одежды (в современных чулках приняла форму силиконовой полосы, держащей чулок на ноге), пояс для чулок долгое время был совмещён с корсетом, к 30-м годам XX века стал непременной деталью гардероба, позднее — украшенной кружевами лентой.
В последнее время мода на высоту чулок, гетр и носков меняется. Становятся более модными короткие чулки, и пояс для чулок снова становится нужной деталью гардероба. В соответствии с модой меняется количество резинок, поддерживающих чулок, меняется дизайн резинки и непосредственно пояса. В настоящее время в моде чёрные полупрозрачные чулки выше колена как с поясом, так и без него.
Пояс для чулок обычно используется в качестве фетиша, как для привлечения сексуального внимания, так и для развития уверенности в собственной сексуальности.